# Matrossowo (Kaliningrad, Gurjewsk)

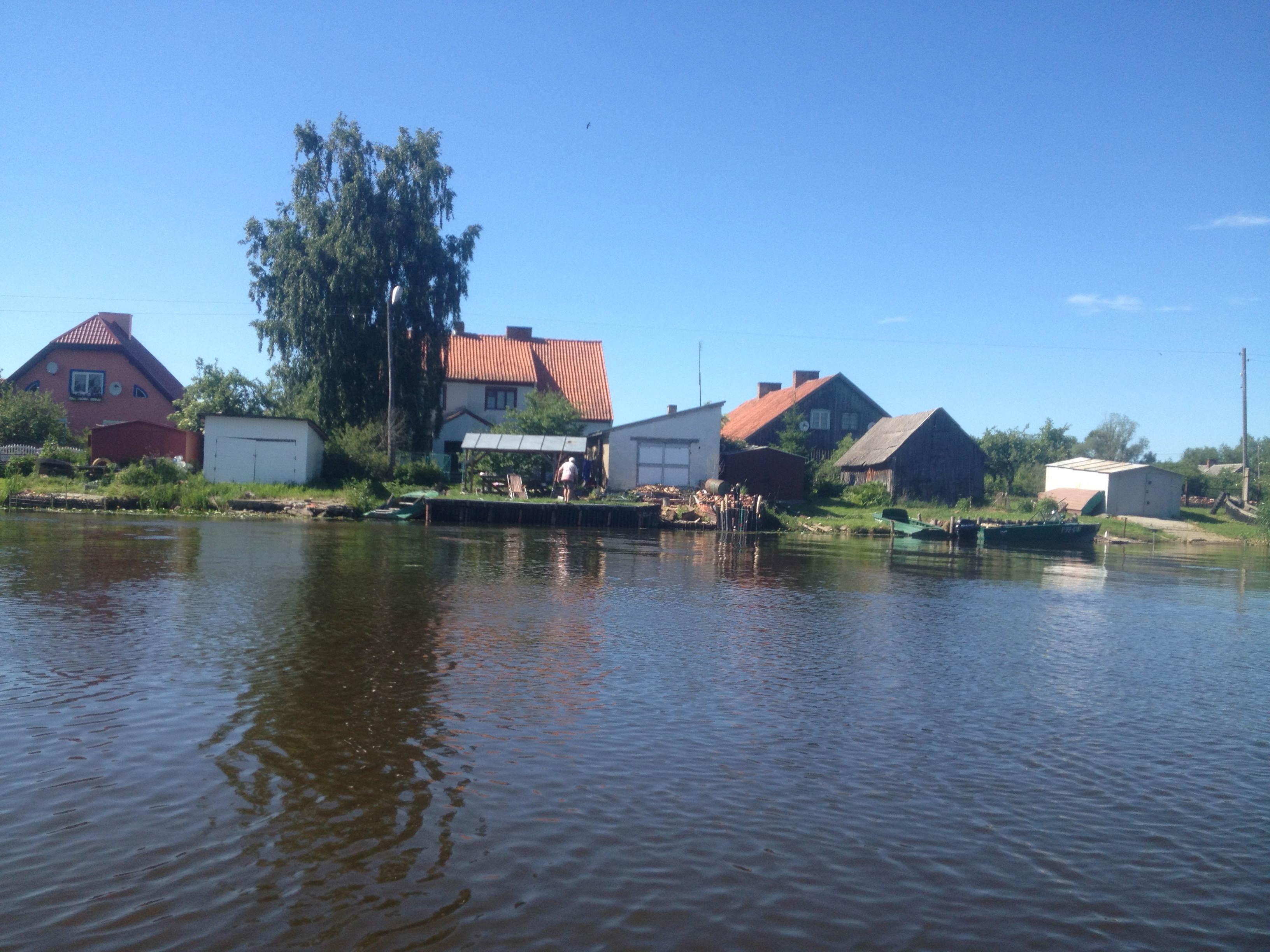
Matrossowo (2013)

Matrossowo (russisch Матросово, deutsch Uggehnen, litauisch Vogeinis) ist ein Ort in der russischen Oblast Kaliningrad. Er liegt im Rajon Gurjewsk und gehört zur kommunalen Selbstverwaltungseinheit Stadtkreis Gurjewsk.

## Geographische Lage
Matrossowo liegt 16 Kilometer nördlich der Stadt Kaliningrad (Königsberg) an einer Nebenstraße, die Otradnoje (Karmitten) mit Krasnopolje (Regitten, Sperlings) verbindet. Bis 1945 war Otradnoje die nächste Bahnstation und lag an der Strecke der Kleinbahn Groß Raum–Ellerkrug (russisch: Rjabinowka–Raduschnoje bzw. Chrabrowo).

## Geschichte
Das vor 1945 Uggehnen genannte Dorf wurde 1258 gegründet und galt als ältestes Dorf im Kirchspiel der Kirche Powunden. Im Jahre 1874 kam Uggehnen zum neu errichteten Amtsbezirk Powunden (russisch: Chrabrowo) und gehörte bis 1939 zum Landkreis Königsberg i. Pr., danach bis 1945 zum Landkreis Samland im Regierungsbezirk Königsberg der preußischen Provinz Ostpreußen.
Infolge des Zweiten Weltkrieges kam Uggehnen mit dem nördlichen Ostpreußen zur Sowjetunion und erhielt 1947 nach dem Helden der Sowjetunion Alexander Matwejewitsch Matrossow die russische Bezeichnung Matrossowo. Gleichzeitig wurde der Ort Sitz eines Dorfsowjets im Rajon Gurjewsk, der seit 1958 nach dem Ort Chrabrowo benannt wurde. Von 2008 bis 2013 gehörte Matrossowo zur Landgemeinde Chrabrowskoje selskoje posselenije und seither zum Stadtkreis Gurjewsk.

### Matrossowski selski Sowet 1947–1958
Der Dorfsowjet Matrossowski selski Sowet (ru. Матросовский сельский Совет,) wurde im Juni 1947 eingerichtet. Bei der Einrichtung des Kutusowski selski Sowet im Jahr 1950 wurden offenbar einige Orte an diesen abgegeben. Einige Orte gelangten auch in den Kosmodemjanski selski Sowet. Im Jahr 1958 ging der Dorfsowjet in den Chrabrowski selski Sowet auf. Einige Orte gelangten (spätestens 1965) in den Pereslawski selski Sowet im Rajon Selenogradsk. 
| Ortsname                     | Name bis 1947/50                    | Jahr der Umbenennung |
| ---------------------------- | ----------------------------------- | -------------------- |
| Berjosowka (Берёзовка)       | Schugsten                           | 1950                 |
| Bogatowo (Богатово)          | Matzkahlen                          | 1950                 |
| Cholmogorowka (Холмогоровка) | Fuchsberg                           | 1947                 |
| Dimitrowo (Димитрово)        | Goldschmiede                        | 1950                 |
| Dubossekowo (Дубосеково)     | Samitten                            | 1947                 |
| Gorlowka (Горловка)          | Bollgehnen                          | 1947                 |
| Jarowoje (Яровое)            | Wange                               | 1950                 |
| Jelniki (Ельники)            | Kanten                              | 1950                 |
| Kusnezkoje (Кузнецкое)       | Backelfeld                          | 1950                 |
| Kutusowo (Кутузово)          | Fräuleinhof                         | 1950                 |
| Maikowo (Майково)            | Sudau                               | 1947                 |
| Matrossowo (Матросово)       | Uggehnen                            | 1947                 |
| Medwedewka (Медведевка)      | Trutenau                            | 1947                 |
| Mitino (Митино)              | Stantau                             | 1947                 |
| Morosowka (Морозовка)        | Ober Alkehnen und Unter Alkehnen    | 1950                 |
| Orlowka (Орловка)            | Nesselbeck                          | 1947                 |
| Otradnoje (Отрадное)         | Karmitten                           | 1947                 |
| Pereleski (Перелески)        | Waldhausen                          | 1950                 |
| Peschkowo (Пешково)          | Steinerkrug                         | 1950                 |
| Petrowo (Петрово)            | Zielkeim                            | 1947                 |
| Poljany (Поляны)             | Seehund [Wirtshaus]                 | 1950                 |
| Pridoroschnoje (Придорожное) | Sandlauken                          | 1950                 |
| Rjabinowka (Рябиновка)       | Groß Raum                           | 1950                 |
| Schatrowo (Шатрово)          | Norgehnen/Schugsten, nördliches Gut | 1947                 |
| Sokolowka (Соколовка)        | Stiegehnen                          | 1950                 |
| Sosnowka (Сосновка)          | Fritzen                             | 1947                 |
| Swiridowo (Свиридово)        | Aweyken                             | 1947                 |
| Swobodnoje (Свободное)       | Groß Mischen                        | 1950                 |
| Timofejewka (Тимофеевка)     | Neuhof, Kreis Königsberg/Samland    | 1950                 |

### Einwohnerentwicklung
| Jahr | Einwohner |
| ---- | --------- |
| 1910 | 122       |
| 1933 | 440       |
| 1939 | 680       |
| 2002 | 500       |
| 2010 | 484       |

## Kirche
Das bis 1945 fast ausnahmslos evangelische Dorf Uggehnen war damals in das Kirchspiel der Kirche Powunden eingepfarrt und gehörte zum Kirchenkreis Königsberg-Land II in der Kirchenprovinz Ostpreußen der Kirche der Altpreußischen Union. Heute liegt Matrossowo im Einzugsbereich der Auferstehungskirche in Kaliningrad (Königsberg) innerhalb der Propstei Kaliningrad der Evangelisch-lutherischen Kirche Europäisches Russland (ELKER).

## Persönlichkeiten des Ortes
- Friedrich Krause (* 1. März 1856 in Uggehnen; † 1925), deutscher Bauingenieur und Baubeamter